# Майерс, Дэйв
Дэвид Уильям Майерс (21 апреля 1953 — 9 октября 2015) — американский баскетболист, выступавший за команду «Милуоки Бакс» Национальной баскетбольной ассоциации (НБА). Играл на позиции форварда за команду «УКЛА Брюинз». В 1975 году был выбран в первом раунде драфта НБА под вторым номером и четыре года играл в команде «Бакс».

## Ранние годы
Майерс родился в Сан-Диего, штат Калифорния, и был одним из 11 детей (шесть девочек и пять мальчиков) в семье Боба и Пэт Майерс. Он играл за баскетбольную команду «Университета Маркетт» и был капитаном команды «Маркетт Уорриорз» в 1944-45 годы. Майерс учился в средней школе в Ла-Хабре, штат Калифорния. В старших классах он набирал в среднем 22,7 очка за игру.

## Карьера в университете
Будучи второкурсником в 1972/73 годах Майерс играл в мужской баскетбольной команде «УКЛА Брюинз» на позиции запасного игрока, набирая в среднем 4,9 очка за игру (шестое место в команде) и 2,9 подбора. Команда «УКЛА» выиграла титул чемпиона Конференции Pac-12 и стала чемпионом NCAA 1973 года, одержав победу над командой «Мемфис Тайгерс» со счетом 87-66. Майерс набрал четыре очка и сделал три подбора в победной игре.
В 1973/74 годах, Майерс стал основным игроком в команде, в которой играли будущие игроки Зала славы Билл Уолтон и Джамаал Уилкс. Майерс набирал в среднем 11,4 очков и делал 5,7 подборов.
В 1974/75, когда Уолтон и Уилкс окончили институт, Майерс стал выступать в стартовой пятерке. Майерс лидировал в команде по количеству очков и подборов, набирая 18,3 очка и 7,9 подбора за игру. Он получил приз Джона Вудена, как самый ценный игрок «УКЛА». В 1975 году Майерс появился на обложке журнала «Sports Illustrated» с заголовком «UCLA Still Best in the West». 

## Карьера в НБА
Майерс был выбран «Лос-Анджелес Лейкерс» под вторым номером на драфте НБА 1975 года. Через 19 дней Майерс, а также Элмор Смит, Джуниор Бриджмен и Брайан Уинтерс были обменены в «Милуоки Бакс» в обмен на Карима Абдул-Джаббара и Уолта Уэсли.  
В своем новом сезоне 1975/76 годов в составе «Бакс» Майерс сыграл 72 матча и в среднем проводил 22,1 минуты на паркете за игру. В среднем за игру он набирал 7,4 очка, 6,2 подбора и 1,4 передачи. Всего в своей третьей игре в НБА против «Нью-Орлеан Джаз» он набрал 28 очков. В сезоне 1976/77 годов Майерс провел не более 52 игр, но его игровое время увеличилось до более чем 25 минут за игру, при этом он набирал в среднем 9,7 очка, 6,8 подбора и 1,7 передачи за игру. 10 апреля 1977 года он установил новый личный рекорд — 31 очко в игре против «Сан-Антонио Сперс».   
В сезоне 1977/78 годов, в свой третий сезон, Майерс стал основным игроком, и «Бакс» после двух неудачных сезонов вновь показали результат 44-38. Играя вместе со своим бывшим товарищем по команде  Калифорнийского университета в Лос-Анджелесе Маркесом Джонсоном, Майерс провел 80 игр и в среднем играл более 30 минут за игру.   
Майерс набирал максимальные за карьеру 14,7 очков за игру, 6,7 подбора и 3,0 передачи. 15 ноября 1977 года в матче с командой «Портленд Трэйл Блэйзерс» он увеличил свой личный рекорд по набранным очкам до 32 очков за игру.   
Майерс пропустил сезон 1978/79 годов из-за травмы спины.   
В сезоне 1979/80 годов он провел 79 игр, играя чуть менее 28 минут за игру, в которых «Бакс» показали результат 49-33 и выиграли Среднезападный дивизион НБА. Майерс набирал в среднем 12,1 очков, 5,7 подборов и 2,8 передачи за игру.   
После пяти сезонов в НБА, 30 апреля 1980 года, Майерс сделал неожиданное заявление о завершение баскетбольной карьеры, чтобы проводить больше времени с семьей и посвятить себя вере в Свидетелей Иеговы.    